# Хеликон
Хеликон је планински масив у Беотији, Грчка. Са висином од 1749. метара налази се недалеко од северне обале Коринтског залива, југоисточно од Ливадије.
У грчкој митологији ова планина је посвећена као боравиште муза. Под његовим североисточним врхом, у светилишту муза на Хеликону у античко су се доба одржавале игре. Хесиод је, на самом почетку епа описао како су га, посетиле музе док је он чувао, у густој магли, своје стадо на Хеликону. Верује се да је извор на коме се огледа Нарцис управо планина Хеликон. Пегаз је на овој планини ударио громовито копитом из чега је настао извор Хипокрена, који је је постао свето место муза.
Митолошки бог ове планине носи истоимени назив Хеликон (грч. Ἑλικών)